# Xenorhina ophiodon
Xenorhina ophiodon är en groddjursart som först beskrevs av Peters och Giacomo Doria 1878.  Xenorhina ophiodon ingår i släktet Xenorhina och familjen Microhylidae. IUCN kategoriserar arten globalt som otillräckligt studerad. Inga underarter finns listade i Catalogue of Life.